# Yongdeng

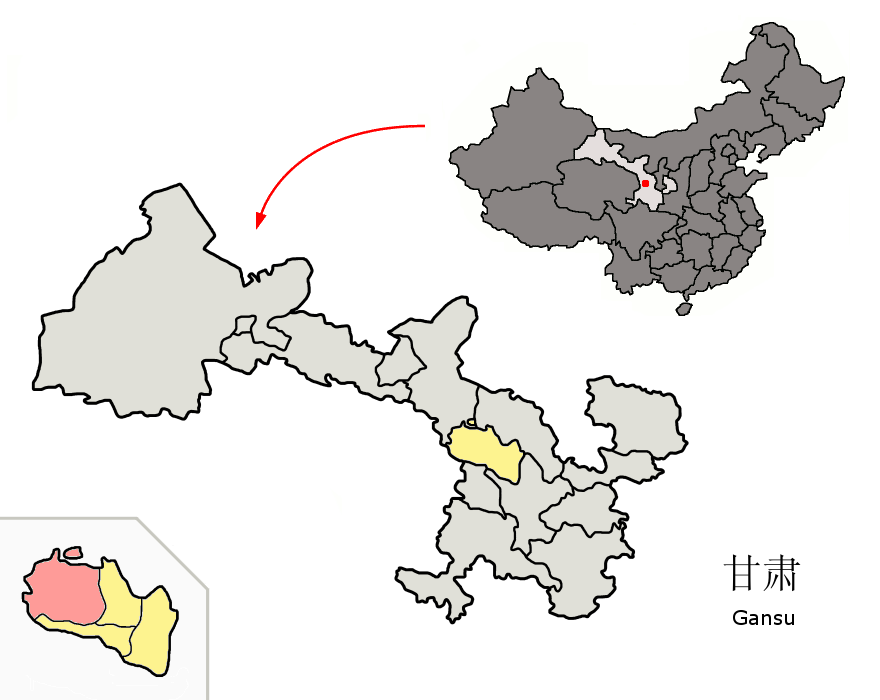
Lage des Kreises Yongdeng in Gansu

Der Kreis Yongdeng (chinesisch 永登县, Pinyin Yǒngdēng Xiàn) ist ein  administrativer Teil der chinesischen Provinz Gansu. Er gehört zum Verwaltungsgebiet der bezirksfreien Stadt Lanzhou (chin.: 兰州市; Pinyin: Lánzhōu). Die Fläche beträgt 5.652 Quadratkilometer und die Einwohnerzahl 348.700 (Stand: Ende 2018).
Zu seinen denkmalgeschützten Sehenswürdigkeiten zählen der Alte Regierungssitz von Lutusi (Lutusi yamen jiuzhi 鲁土司衙门旧址) und das Gan'en-Kloster in Hongcheng (Hongcheng Gan'en si 红城感恩寺). Auch das Haide-Kloster (Haide 海德寺) befindet sich auf seinem Gebiet.